# 像豬一樣的女子
《像豬一樣的女子》（韓語：돼지 같은 여자）是2015年上映的韓國愛情片，由通過《外遇的好日子》《幸福的殯儀師》等電影獲得大眾喜愛的導演張文日執導，黄正音、李鐘赫、崔汝珍、朴真珠主演，2015年9月10日在韓國上映。同年，受邀參加第39屆蒙特利爾世界電影節。2016年在第11屆大阪亞洲電影節入圍競爭單元並獲得大獎。

## 劇情簡介
講述一個因為白帶魚消失的沒落漁村，剩下來的三名年輕女子與一位年輕青年的故事。

## 演員表

### 主要演員
- 黃正音 飾演 在華[6]
- 李鐘赫 飾演 俊燮[7]
- 崔汝珍 飾演 有子[8]
- 朴真珠 飾演 美子[9]

### 其他演員
- 安昭英（英语：Ahn So-young） 飾演 在華母親
- 吳光祿 飾演 在華父親
- 黃花順 飾演 美子的奶奶
- 金祐錫  飾演 在賢
- 柳妍美 飾演 美淑
- 洪利傑 飾演 炳秀
- 尹熙哲 飾演 美子父親
- 朴奎相 飾演 俊燮父親
- 朴泰京 飾演 有子父親
- 林采善 飾演 結婚男
- 曹韓熙 飾演 結婚男的母親
- 河福音 飾演 護士

### 友情出演
- 鄭殷杓 飾演 炳秀父親
- 金基天 飾演 結婚男的父親

### 特別出演
- 李俸源 飾演 里長
- 高恩美 飾演 馬子1

## 原聲帶
歌手：鄭車植（韓語：정차식）
發行日期：2015年9月14日
| 曲序 | 曲目                 | 演唱者/演奏者 |
| ---- | -------------------- | ------------- |
| 1.   | 夢想的村莊           | 鄭車植        |
| 2.   | 豬運行               | 鄭車植        |
| 3.   | 夢想的村莊（潮）     | 鄭車植        |
| 4.   | 跳舞豬               | 鄭車植        |
| 5.   | 月光之歌             | 鄭車植        |
| 6.   | 豬商城               | 鄭車植        |
| 7.   | 跳舞的人             | 鄭車植        |
| 8.   | 月亮之歌（鋼琴）     | 鄭車植        |
| 9.   | 巴達維會談           | 鄭車植        |
| 10.  | 夢一頭豬             | 鄭車植        |
| 11.  | 通過一切             | 鄭車植        |
| 12.  | 帶魚的夢想           | 鄭車植        |
| 13.  | 打豬跑了             | 鄭車植        |
| 14.  | 覆盆子               | 鄭車植        |
| 15.  | 豬抱我               | 鄭車植        |
| 16.  | 雨吻                 | 鄭車植        |
| 17.  | 帶魚又回來了         | 鄭車植        |
| 18.  | 老闆，卡爾，等待     | 鄭車植        |
| 19.  | 商品歌               | 鄭車植        |
| 20.  | 蘆葦                 | 鄭車植        |
| 21.  | 一切通過（公交車站） | 鄭車植        |

## 外部鏈接
- NAVER上《像豬一樣的女子》的資料
- Daum上《像豬一樣的女子》的資料

- 韩国电影数据库（KMDb）上《像豬一樣的女子》的資料